# Mia Khalifa
Mia Khalifa (Arabisch: ميا خليفة) (Beiroet, 10 februari 1993), ook bekend onder de naam Mia Callista, is een Libanees-Amerikaanse social media-persoonlijkheid en sportcommentator. Ze was ook pornoactrice van 2014 tot 2017.

## Levensloop
Mia Khalifa werd geboren op 10 februari 1993 in Beiroet, Libanon en verhuisde in januari 2001 met haar gezin naar de Verenigde Staten, en verliet hun huis na het conflict in Zuidelijk Libanon. Haar familie is katholiek en ze groeide op met de religie, in wat ze omschrijft als een 'zeer conservatief' huis, hoewel ze de religie niet langer beoefent.
Khalifa ging naar een Franse privéschool in Beiroet, waar ze Engels leerde spreken. Nadat ze naar de Verenigde Staten was verhuisd, woonde ze in Montgomery County, Maryland en speelde lacrosse op de middelbare school. Khalifa ging een tijd later naar Northwest High School. Khalifa heeft gepraat over gepest worden op de middelbare school omdat ze 'het donkerste en raarste meisje daar' was, dat vooral na de aanslagen op 11 september verergerde.
Khalifa ging daarna naar de militaire academie van Massanutten en verhuisde vervolgens naar Texas om naar de universiteit te gaan. Ze studeerde af aan de Universiteit van Texas in El Paso met een Bachelor of Arts-graad in Geschiedenis.

## Carrière in de pornoindustrie
Mia Khalifa begon in oktober 2014 met acteren in pornografie en was in december van dat jaar de meest bekeken pornoactrice op de website Pornhub. Haar carrièrekeuze was controversieel in het Midden-Oosten, vooral voor een video waarin ze seksuele handelingen verrichtte terwijl ze een hidjab droeg. Na drie jaar verliet Khalifa de pornoindustrie.

## Filmografie
- 2014: That Bikini-Busting Girl Who Works At The Hamburger Joint
- 2014: Meet The Busty Girl Who Works At The Hamburger Joint
- 2014: Busty Pre-Game Warm-Up Show
- 2014: She's Lovin' It and Havin' It Her Way
- 2014: Head Shot
- 2014: Double D Poolside Fuck
- 2014: Big Tit Brunette Loves Hard Cock
- 2014: A Body Made For Sex
- 2014: Mia Khalifa Is Cumming For Dinner
- 2014: Here is My Body, I hope you like it
- 2014: Her First Porno She Made
- 2014: Put It Between My Tits
- 2014: Xtra 15
- 2015: Pounding Mia Khalifa
- 2015: Temporary Dates 2
- 2015: Mia Khalifa's First Monster Cock Threesome
- 2015: Graduating Summa Cum Loud
- 2015: Blow Job MVP Award Winner
- 2015: Big Tit Cream Pie 31
- 2015: Mia Khalifa (verzameling van zes scènes)
- 2015: Black vs White, my Ultimate Dick Challenge
- 2015: Mia Khalifa Tries A Big Black Dick
- 2015: I popped a fans cherry
- 2015: Blowjob lessons with Mia Khalifa
- 2015: Quarterback sneak on that College pussy
- 2015: Mia Khalifa Is Back and Ready For Black Dick!
- 2015: Tony Rubino's Let's Make A Sex Tape
- 2015: Mia Khalifa And Her 34DDDs

## Trivia
- Het muziekduo Timeflies bracht in januari 2015 het lied Mia Khalifa ter ere van haar.[1] In reactie hierop postte Khalifa een filmpje van haarzelf twerkend op het nummer.[2]